# 두예 드라가냐
두예 드라가냐(크로아티아어: Duje Draganja, 1983년 2월 27일 ~ )는 크로아티아의 수영 선수이다. 2004년 아테네 올림픽에서 은메달을 땄다.

## 같이 보기
- 수영 자유형 50m 세계 기록 추이